# Ataxia arizonica
Ataxia arizonica là một loài bọ cánh cứng trong họ Cerambycidae.